# Эрдрич, Луиза
Кэ́рен Луи́за Э́рдрич (англ. Karen Louise Erdrich; род. 7 июня 1954 года) — американская писательница и поэтесса, автор романов и книг для детей, персонажами которых выступают коренные американцы. Она является зарегистрированным членом племени индейцев Чиппева Черепашьей горы, признанного на федеральном уровне племени Анишинаабе.
Эрдрич широко известна в качестве одной из самых значимых писательниц второй волны эпохи Возрождения коренных американцев. Её роман «The Plague of Doves» в 2009 году вошел в финал Пулитцеровской премии за художественную книгу, а также получил американскую книжную премию Анисфилда-Вольфа. В ноябре 2012 года роман Эрдрич «The Round House» был удостоен национальной книжной премии за художественную литературу. В сентябре 2015 года на национальном книжном фестивале она получила премию библиотеки конгресса за вклад в американскую художественную литературу. В 2021 году её роман «The Night Watchman» был удостоен Пулитцеровской премии. В 2013 году она стала лауреатом премии Alex Awards.
Эрдрич является владельцем Birchbark Books, небольшого независимого книжного магазина в Миннеаполисе, который специализируется на литературе коренных американцев и общине коренных жителей в городах-близнецах Миннеаполисе — Сент-Поле.
Всего Эрдрич написала 28 книг, в это число входят произведения художественной и научно-популярной литературы, поэзия и детские книги. В 2021 году её «The Night Watchman» был удостоен Пулитцеровской премии в области художественной литературы как «великий роман о попытках сообщества остановить предполагаемое перемещение и уничтожение нескольких индейских племен в 1950-х годах».
Член Американского философского общества (2023).

## Биография
Родилась 7 июня 1954 года в Литл-Фолс, Миннесота. Она была старшей из семи детей в семье Ральфа Эрдрича, американца немецкого происхождения, и Риты де Гурно, женщины, в чьих жилах наполовину текла кровь племени оджибве и наполовину французов. Оба её родителя были преподавателями в школе-интернате в Уопетоне, штат Северная Дакота, созданной Бюро по делам индейцев. Дед Эрдрич по материнской линии, Патрик Гурно, в течение многих лет был председателем признанного на федеральном уровне племени индейцев Чиппева. И хотя Луиза выросла не в резервации, она часто навещала там родственников. Воспитана Луиза Эрдрич была «со всеми общепринятыми истинами» католицизма.
Когда Эрдрич была ребёнком, отец платил ей по пять центов за каждый рассказ, который она писала. Её сестра Хайди стала поэтессой, она также живёт в Миннесоте и публикуется под именем Хейд Э. Эрдрич. Лиза Эрдрич, другая её сестра, пишет детские книги и литературные сборники.
С 1972 по 1976 год училась в Дартмутском колледже. Она была в числе первых женщин, принятых в колледж и получила степень бакалавра по английскому языку. На первом курсе Эрдрич познакомилась с Майклом Доррисом, антропологом, писателем, а затем он стал директором новой программы изучения коренных американцев. Посещая занятия Дорриса, она начала изучать свою собственную родословную, что вдохновило её черпать из неё вдохновение для своих литературных работ, таких как стихи, рассказы и романы. В это время она успела поработать спасателем, официанткой, исследователем фильмов и редактором газеты Бостонского совета индейцев «The Circle».
В 1978 году Эрдрич поступила в магистратуру Университета Джонса Хопкинса в Балтиморе (штат Мэриленд). В 1979 году она получила степень магистра искусств на семинарах по написанию текстов. Позднее опубликовала некоторые из стихотворений и рассказов, которые она написала, находясь на обучении в магистратуре. В Дартмут она вернулась в качестве писателя.
По окончании обучения в Дартмутском колледже продолжила поддерживать контакт с Майклом Доррисом. Он посетил одно из её чтений стихов, был впечатлён её работами, и у него возник интерес к совместной работе. Хотя Эрдрич и Доррис находились на двух разных сторонах света, Луиза в Бостоне, а Майкл в Новой Зеландии, где проводил полевые исследования, они начали работу над рассказами.
Совместная работа пары привела их к романтическим отношениям. В 1981 году они поженились, в браке пара воспитала 6 детей, троих усыновил Майкл в качестве единственного опекуна, а также троих детей, родившихся у пары: Персия, Паллас, Мадлен, Рейнольд Абель, Сава и Аза Марион. Рейнольд Абель страдал от алкогольной зависимости, в 1991 году в возрасте 23 лет он погиб под колесами автомобиля. В 1995 году их сын Джеффри Сава обвинил Дорриса в жестоком обращении с детьми. В 1997 году, после смерти Майкла, их приемная дочь Мадлен утверждала, что он сексуально надругалась над ней, а Эрдрич не остановила его.
Доррис и Эрдрич расстались в 1995 году. В 1997 году Майкл Доррис покончил жизнь самоубийством. В своем завещании он упомянул только своих биологических детей, рождённых в браке с Эрдрич.
В 2001 году в возрасте 47 лет Эрдрич родила дочь Азур. Личность отца своей последней дочери Эрдрич отказывается раскрывать. Известно лишь, что он коренной американец. Она рассуждает о своей поздней беременности и отце Азур на страницах своей научно-популярной книги «Books and Islands in Ojibwe Country», выпущенной в 2003 году. В отношении отца своей дочери она использует слово «Tobasonakwut». Она описывает его как целителя и учителя, который старше неё на 18 лет и состоит в официальном браке. В ряде публикаций СМИ Тобасонаквут Кинев, умерший в 2012 году, упоминается в качестве партнера Эрдрич и отца её дочери Азур.
В интервью ей однажды задали вопрос, является ли творчество для нее символом одинокой жизни. Эрдрич ответила: «Странно, но я думаю, что это так. Меня окружает множество родственников и друзей, и все же я наедине с писательством. И это прекрасно.» Эрдрич проживает в Миннеаполисе.

## Работа
В 1975 году Эрдрич получила премию Американской академии поэтов.
В 1979 году она написала «The World’s Greatest Fisherman», рассказ о Джун Кашпоу, разведённой женщине-оджибве, чья смерть от переохлаждения привела ее родственников домой в вымышленную резервацию в Северной Дакоте для проведения похорон. Эрдрич написала этот рассказ, «забаррикадировавшись на кухне». По настоянию мужа в 1982 году она представила рассказ на премию Нельсона Олгрена за короткометражную фантастику. Рассказ выиграл премию, и в конечном итоге стал первой главой дебютного романа « Love Medicine», который был опубликован в 1984 году.
«Когда я впервые услышала о премии, я жила на ферме в Нью-Гэмпшире рядом с колледжем, в котором училася», — рассказывала Эрдрич в интервью. «Я была почти на мели, водила машину с лысыми шинами. Мама вязала мне свитера, а все остальное я покупала в благотворительных магазинах … Это признание ослепило меня. Позже я подружилась со Стадсом Теркелом и Кей Бойл, судьями премии, к которым я испытываю пожизненную благодарность. Этот приз оказал огромное влияние на мою жизнь».
В 1984 году «Love Medicine» получил Национальную премию круга книжных критиков. Он также был включен в Национальный тест на повышение квалификации по литературе.
В первые годы брака Эрдриx и Майкл Доррис часто сотрудничали, они вместе писали книги. До того, как что-то было написано, они обсуждали сюжет, затем они делились драг с другом почти каждый день тем, что бы они ни писали. Но человек, имя которого указано в книгах, — это тот, кто написал большую часть основного текста. Они начали с небольших романтических произведений, опубликованных под общим псевдонимом «Milou North», который расшифровывался, как Майкл + Луиза + место, где они жили.
В 1982 году рассказ Эрдрич «The World’s Greatest Fisherman» выиграл премию в 5 000 долларов на конкурсе художественной литературы Нельсона Олгрена. Рассказ положил начало роману «Love Medicine», опубликованному в 1984 году. Роман получил премию Национального круга книжных критиков за художественную литературу. Это единственный дебютный роман, удостоенный такой чести. Спустя какое-то время Эрдрич превратила «Love Medicine» в тетралогию, в которую вошли «The Beet Queen» (1986), «Tracks» (1988) и «The Bingo Palace» (1994).
В период публикации романа «Love Medicine» в 1984 году Эрдрич выпустила свой первый сборник стихов "Jacklight ", в котором освещается борьба между коренными и некоренными культурами, а также чествуется семья, родственные связи, представлены автобиографические размышления и любовная поэзия. Она включает в себя элементы мифов и легенд оджибве. Эрдрич продолжает писать стихи и выпускать сборники поэзии.
Эрдрич наиболее известена как писатель, она опубликовала десяток отмеченных наградами и самых продаваемых романов. За романом «Love Medicine» в 1986 году она написала «The Beet Queen», в котором продолжила использовать технику повествования от лица нескольких рассказчиков и расширила вымышленную вселенную, включив в нее близлежащий город Аргус, Северная Дакота. Действие романа происходит в период до Второй мировой войны. Американский критик и писательница Лесли Мармон Силко обвинила Эрдрич в том, что в романе «The Beet Queen» она больше интересуется постмодернистской техникой, чем политической борьбой коренных народов.
Действие в романе «Tracks», опубликованном в 1988 году, происходит в начале XX века при формировании резервации. В нем представлен персонаж обманщика Нанапуша, который в явном долгу перед героем Оджибве Нанабожо. В романе показаны ранние столкновения между традициями коренных народов и Римско-католической церковью. Роман «The Bingo Palace», выпущенный в 1994 году, действие которого происходит в 1980-х годах, описывает влияние казино и фабрик на сообщество резерваций. Роман «Tales of Burning Love», представленный читателям в 1997 году, завершает историю сестры Леопольды, повторяющегося персонажа из всех предыдущих книг, и вводит новый набор европейско-американских людей во вселенную резервации.
«The Antelope Wife», выпущенный в 1998 году, стал перым романом Эрдрич после развода с Доррисом. Он также стал первым из её романов, действие в которых развивается без привязки к сюжету ее предыдущих произведений.
Позднее она вернулась к теме резервации и близлежащих городов. С 1998 года Эрдрич опубликовала пять романов, посвященных событиям в этой художественной области. Среди них «The Last Report on the Miracles at Little No Horse» (2001) и «The Master Butchers Singing Club» (2003). Оба романа имеют географические и характерные связи с «The Beet Queen». В 2009 году Эрдрич стала финалистом Пулитцеровской премии с романом «The Plague of Doves», а также финалистом Национальной книжной премии за роман «The Last Report on the Miracles at Little No Horse». В нем основное внимание уделяется историческому самосуду над четырьмя коренными жителями, ошибочно обвиненными в убийстве кавказской семьи, и последствиям этой несправедливости для нынешних поколений. Ее исторический роман «The Night Watchman», выпущенный в 2020 году, касается кампании по отмене «законопроекта об увольнении» (внесенного сенатором Артуром Вивиан Уоткинс). Эрдрич призналась, что ее источником вдохновения для написания этого произведения стала история жизни ее деда по материнской линии.
Эрдрич также является автором книг для более молодой аудитории. В числе ее работ есть детская книга с картинками «Grandmother’s Pigeon». Другое детское произведение «The Birchbark House» стало финалистом Национальной книжной премии. Она продолжила эту серию произведениями «The Porcupine Year» и «The Game of Silence», последнее стало лауреатом премии Скотта О’Делла за историческую фантастику.

## Научная литература и преподавание
В дополнение к художественной литературе и поэзии Эрдрич также публикует научную литературу. Работа "The Blue Jay’s Dance ", выпущенная в 1995 году рассказывает о ее собственном опыте беременности и рождении первого ребенка. В книге «Books and Islands in Ojibwe Country» рассказывается о ее путешествиях по северной Миннесоте и озеру Онтарио после рождения последней дочери.
Эрдрич и две ее сестры организовали писательские семинары в индейской резервации «Черепашья гора» в Северной Дакоте.

## Влияние и стиль
Наследие обоих родителей оказало огромное влияние на жизнь Эрдрич и занимает центральное место в ее творчестве и работах. И хотя в большинстве своих произведений она исследует свое коренное американское происхождение, в ее романе "The Master Butchers Singing Club ", опубликованном в 2003 году, отражена европейская, в особенности немецкая, сторона ее предков. Роман включает в себя рассказы о ветеране немецкой армии в Первой мировой войне, а действие происходит в небольшом городке в Северной Дакоте. Роман стал финалистом Национальной книжной премии.
Переплетенные серии романов Эрдрич сравниваются с романами Уильяма Фолкнера «Йокнапатофа». Как и у Фолкнера, последовательные романы Эрдрич создавали множество повествований в одной и той же вымышленной области и сочетали местную историю с актуальными темами и современным сознанием.

## Книжный магазин Birchbark Books
В собственном магазине Эрдрич проводятся литературные чтения и другие мероприятия. Здесь читаются ее новые произведения, проводятся творческие мероприятия, посвященные карьере других писателей, особенно местных из числа коренного населения. Сама Эрдрич и ее сотрудники считают «Birchbark Books» магазином обучающих книг. Помимо книг, в магазине продаются предметы искусства коренных народов и народные лекарства, а также украшения коренных американцев. С магазином также связано небольшое некоммерческое издательство «Wiigwaas Press», основанное Эрдрич и ее сестрой.